# Epidendrum quitensium
Epidendrum quitensium är en orkidéart som beskrevs av Heinrich Gustav Reichenbach. Epidendrum quitensium ingår i släktet Epidendrum och familjen orkidéer.
Artens utbredningsområde är Ecuador. Inga underarter finns listade i Catalogue of Life.